# Vršatské Podhradie
Vršatské Podhradie (Hongaars: Oroszlánkő) is een Slowaakse gemeente in de regio Trenčín, en maakt deel uit van het district Ilava.
Vršatské Podhradie telt 243 inwoners.